# Гебридські острови
57°0′0″ пн. ш. 7°0′0″ зх. д. / 57.00000° пн. ш. 7.00000° зх. д.

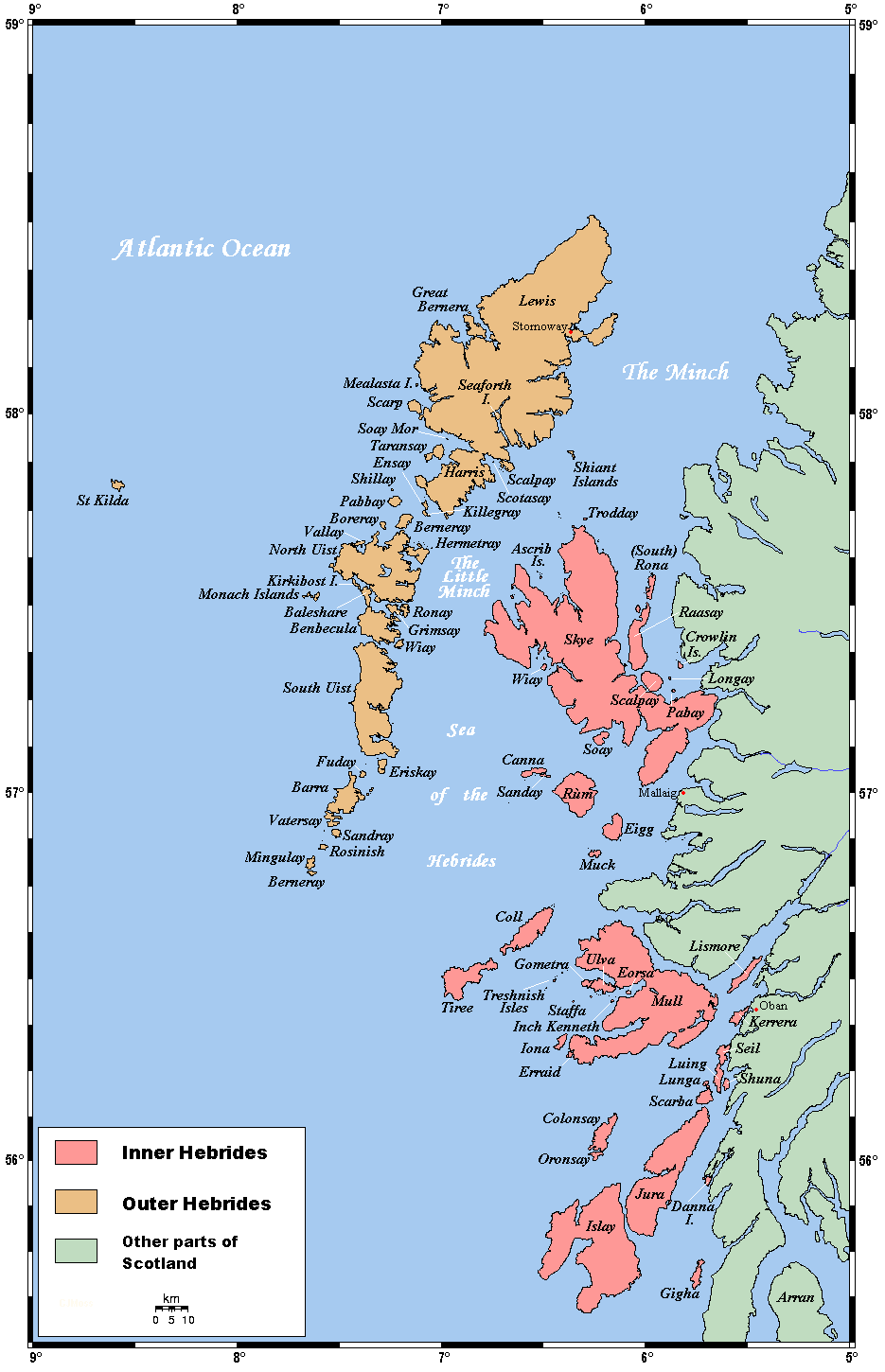
Внутрішні і Зовнішні Гебридські Острови

Гебридські острови, або Гебриди (англ. Hebrides, шотл. гел. Innse Gall) — архіпелаг в Атлантичному океані біля західних берегів Шотландії, частина Британських островів. Поділяється на дві групи — Внутрішню і Зовнішню.
Внутрішні Гебриди (англ. Inner Hebrides) включають острови Скай, Малл, Айлей, Джура, Рум та інші. Північні острови входять до складу адміністративної одиниці Гайленд, південні — до складу адміністративної одиниці Аргайл і Б'ют.
Зовнішні Гебриди (англ. Outer Hebrides) становлять одну з 32 адміністративних одиниць Шотландії. До цієї групи належать острови Льюїс, Харріс, Норт-Уїст, Саут-Уїст, Барра тощо.

## Визначні місця
- Фінгалова печера — відома морська печера на безлюдному острові Стаффа, що належить до Внутрішніх Гебридських островів у Шотландії.